# Lisa Hanna
Lisa Hanna là người thứ 3 từ Jamaica chiến thắng trong cuộc thi Hoa hậu Thế giới. Cô chiến thắng Hoa hậu Thế giới lần thứ 43 tại Nam Phi khi chỉ mới có 18 tuổi.
Hanna có một vai trò nhỏ trong How Stella Got Her Groove Back, và cô từng dẫn chương trình talshow nổi tiếng, Our Voices.

Lisa đã di cư đến Hoa Kỳ vào năm 2004 để theo đuổi sự nghiệp là một phát thanh viên và là khách mời trong chương trình giải trí Xtra. Tuy nhiên năm 2005 cô lại về sống tại Jamaica để làm việc cho một khách sạn tại thủ đô Kingston.
Là một trong những người đẹp được yêu mến nhất tại jamaica. Hanna có tổ tiên là người Liban lai với người châu Phi. Cô có một đứa con trai tên là Alex được sinh ra vào năm 2001.